# Henri Gadeau de Kerville
Pour les articles homonymes, voir Gadeau.
Henri Gadeau de Kerville, né le 17 décembre 1858 à Rouen et mort le 26 juillet 1940 à Saint-Loup-Cammas (Haute-Garonne), est un zoologiste, entomologiste, botaniste, spéléologue et archéologue français.
Gadeau de Kerville a beaucoup été influencé par la nature : à l'âge de quinze ans, il a découvert une nouvelle espèce de coléoptères au cours d’expéditions dans les collines et bois des environs de sa ville natale, découverte qui sera l’occasion de sa première publication scientifique.

## Biographie
Son père, Jean Victor Gadeau de Kerville, un fabricant de cardes, issu de la vieille noblesse bretonne, originaire de Paris, avait épousé à Barentin, Eugénie Eglé Lemarié, fille d'un industriel normand. La famille s'installa à Rouen.
Il effectue ses études au lycée Corneille et obtient son baccalauréat ès sciences en 1877. Dégagé de tout souci matériel, il se consacre tout entier à la recherche scientifique et entre à la Société des amis des sciences naturelles de Rouen à l’âge de vingt ans. Il en sera secrétaire, président et mécène. Il est membre de l'Association française pour l'avancement des sciences.
Il est également un des membres fondateurs du Photo-club rouennais dont il sera président en 1891 et en 1892. Sa devise était « Matière et Mouvement, Tout pour l'Humanité ».
Libre-penseur et athée, il est condamné pour avoir refusé de prêter serment devant Dieu alors qu'il était sélectionné pour être juré en cour d'assises en 1892.
Il voyage en Kroumirie en 1906, en Syrie en 1908 et en Asie mineure en 1912.
Il crée en 1910 un laboratoire de spéléobiologie expérimentale à Saint-Paër,,.
Il est membre de la Société préhistorique française à partir de 1911.
Il est membre du conseil de la société zoologique de France.
Pendant la Première Guerre mondiale, il est infirmier bénévole à l'hôpital 103 à Rouen.
Le 19 décembre 1936, lors du jubilé scientifique commémorant sa vie toute consacrée à la recherche, regroupant 34 sociétés savantes autour du directeur du Muséum national d'histoire naturelle Louis Germain, la ville de Rouen lui offre une belle plaquette de vermeil, et les Sociétés et ses amis lui son buste en bronze dû à Josette Hébert-Coëffin. Le muséum d'histoire naturelle de Rouen et le musée d'Elbeuf en conservent un exemplaire. Il est élu vice-président de la Société linnéenne de Normandie en 1936.
Des échantillons et des photographies ramenés de ses expéditions sont conservés dans les muséums de Paris, Londres, Elbeuf et Rouen. Les résultats de ses voyages ont fait l’objet de nombreuses publications scientifiques.
Chassé par l’invasion de sa ville natale de Rouen, il était venu chercher refuge à Luchon, où il venait annuellement en estivant depuis 1902. Il a consacré deux volumes aux iconographies Bagnères de Luchon et son canton et Autour du canton de Bagnères de Luchon. Membre, dès les premiers jours de sa fondation, de l’académie Julien Sacaze, il en était vice-président en exercice à sa mort
Ardent patriote, Henri Gadeau de Kerville n’a pu survivre au désastre de juin 1940. Il meurt le 26 juillet près de Toulouse,. Il est incinéré et ses cendres ont été déposées auprès de celles de ses parents sur le mur C du columbarium du cimetière monumental de Rouen.

## Hommages et distinctions

### Décorations
- Officier d'académie (1887)[14]
- Chevalier de l'ordre du Mérite agricole (1896)
- Officier de l'Instruction publique (1899)[15]
- Officier de l'ordre du Mérite agricole (1902)
- Commandeur de l'ordre du Nichan Iftikhar (14 juillet 1909)
- Chevalier de la Légion d'honneur (décret du 2 avril 1912)[16]
- Grand officier de l'ordre du Nichan Iftikhar (1928)

### Hommages
Une rue et une place de Rouen ainsi qu'une école de Sotteville-lès-Rouen portent son nom. Un chêne de la forêt de Roumare, déraciné par la tempête Lothar en 1999, portait également son nom.
Gadeau de Kerville crée deux prix qui portent aujourd'hui son nom :
- Le prix Gadeau de Kerville de la Société entomologique de France attribué par la société entomologique de France depuis 1926.
- Le prix Gadeau de Kerville de la Société zoologique de France attribué par société zoologique de France. Il est créé en 1926 et sera décerné la première fois en 1927. Il résulte d'un don de 20 000 francs et est attribué tous les trois ans. Le prix, non partageable, récompense un mémoire, imprimé ou non, sur la biologie d'un groupe animal (à l'exception des arthropodes).

Plusieurs espèces animales lui sont dédiées. On peut citer, entre autres :
- Calocoris kervillei Horvath, 1911 (synonyme de Calocoris nemoralis) - hémiptère de la famille des Miridae
- Campodea kervillei Denis, 1932 - diploure de la famille des Campodeidae
- Cantharis kervillei Pic, 1932 - coléoptères de la famille des Cantharidae
- Ectobius kervillei Bolívar, 1907 - blatte de la famille des Blattellidae
- Orchesella kervillei Denis, 1932 - collembole de la famille des Entomobryidae
- Platycnemis kervillei Martin, 1909 - insecte odonate de la famille des Platycnemididae
- Pseudophoxinus kervillei Pellegrin, 1911 - poisson de la famille des Cyprinidae

## Publications
(Liste non exhaustive)
- Autour du canton de Bagnères-de-Luchon (France et Espagne), Toulouse, Édouard Privat, 1928, 190 p.
- Le Laboratoire de spéléobiologie expérimentale d'Henri Gadeau de Kerville à Saint-Paër (Seine-Inférieure), Rouen, Lecerf fils, 1911, in-8o.
- Bagnères-de-Luchon et son canton (Haute-Garonne), Édouard Privat, Toulouse, 1925 ; Lorisse, 2003  (ISBN 978-2-84373-354-3)[19].
- Causeries sur le transformisme, Elbeuf, Allain et Leder, 1885-1886.
- Considérations et recherches expérimentales sur la direction des racines et des tiges, Paris, Baillière, 1917, in-8o.
- Crustacés copépodes récoltés par M. Henri Gadeau de Kerville pendant son voyage zoologique en Syrie (avril-juin 1908) (avec quatre planches en noir), Rouen, impr. Lecerf fils, 1926, in-8o.
- Distractions littéraires d'un biologiste, Paris, Librairie universitaire J. Gamber, 1933.
- Étude sur les mollusques : recueillis par M. Henri Gadeau de Kerville pendant son voyage en Khroumirie (Tunisie), Paris, J.-B. Baillière et fils, 1908.
- Étude sur les poissons : apportés par M. Henri Gadeau de Kerville de son voyage zoologique en Syrie ; avril-juin 1908 ; avec cinq planches, Paris, J.-B. Baillière et fils, 1923.
- Faune de la Normandie, Paris, J.-B. Baillière, 1888-1897, in-8o.
- La Richesse faunique de la Normandie, Paris, Bureaux du Journal, 1897.
- Les Animaux et les Végétaux lumineux, Paris, Baillière, 1890, in-16.
- « Perversion sexuelle chez les coléoptères mâles », Bulletin de la Société entomologique de France, vol. 65, 1896, p. 885-87.
- Les Insectes phosphorescents : notes complémentaires et bibliographie générale (anatomie physiologie et biologie) : avec quatre planches chromolithographiées, Rouen, L. Deshays, 1881 (LCCN agr03001058).
- Les Vieux Arbres de la Normandie ; étude botanico-historique, Paris, J.-B. Baillière, 1890-1932. Réédition en 2005 par les éditions Points de Vue,  (ISBN 9782915548006). Lire en ligne (par exemple : Chêne de la Mère de Dieu (Pressagny-l'Orgueilleux))
- Les Vieux Arbres de l'Orne : d'après l’œuvre de Henri Gadeau de Kerville "Les vieux arbres de la Normandie", Alençon, Association Faune et flore de l'Orne, 1990.
- L'Évolution du chien dans les sociétés humaines, Paris, Société d'éditions scientifiques, 1900.
- Mélanges entomologiques, 1.-3. mémoire, Rouen, L. Deshays, 1883-1885.
- Mélanges entomologiques, 4. mémoire, Rouen, Lecerf fils, 1928.
- Mélanges entomologiques, 5., Paris, J.-B. Baillière, 1930s-1936.
- Mélanges entomologiques, 6., Paris, J.-B. Baillière, 1936.
- Mollusques terrestres et fluviatiles de Syrie, Paris, J.-B. Baillière et fils, 1921-1922.
- Note sur l'histoire et la variation des chrysanthèmes cultivés : chrysanthème de l’Inde, et chrys. de la Chine et chrys. du Japon, Rouen, Espérance Cagniard, 1892
- Notes sur les fougères, Rouen, Lecerf fils, 1922.
- Oiseaux, Paris, J.-B. Baillière, 1890-1892.
- Pæenultima, Rouen, Lecerf fils, 1913.
- Pensées, publié à compte d'auteur, 16 pages, Rouen, Imprimerie Julien Lecerf, 1889.
- Pyrenaea, Rouen, impr. Jules Lecerf fils, 1902.
- Recherches sur les faunes marine et maritime de la Normandie : le voyage, région de Granville et îles Chausey, suivies de deux travaux d'Eugène Canu et du Dr E. Trouessart, Paris, Baillière, 1894.
- Résultat des fouilles effectuées dans un abri sous roche, à Bonnières (Seine-et-Oise) et découverte d'une sépulture néolithique dans l'abri de la Roche-Galerne, à Jeufosse (Seine-et-Oise), Louviers, Eug. Izambert, 1911.
- Résultat des fouilles effectuées dans un ouvrage fortifié nommé la butte Olivet à Hardencourt, canton de Pacy-sur-Eure (Eure), Caen, Société d'impression de Basse-Normandie, 1932
- Exploration de deux buttes circulaires jumelles, situées dans un bois à Saint-Pierre-la-Garenne, publié en collaboration avec Alphonse-Georges Poulain, 1919 (bois du Val-Asselin[20].)
- Tristitia, 4 textes publiés à compte d'auteur : À la mémoire de mon père et de ma mère ; Simples réflexions sur le Moi et la Vérité ; Pau, Laruns, Les Eaux-Bonnes, Les Eaux-Chaudes et Bagnères-de-Bigorre ; Les Trois îles, Rouen, Imprimerie Jules Lecerf fils, 1904.
- Voyage zoologique d'Henri Gadeau de Kerville en Asie-Mineure (avril-mai 1912), Paris, P. Lechevalier, 1900-1964 (LCCN 38033809)
- Voyage zoologique d'Henri Gadeau de Kerville en Syrie (avril-juin 1908), Paris, J.-B. Baillière et fils, 1921-1926.
- Voyage zoologique en Khroumirie (Tunisie) mai-juin 1906. Avec quatre mémoires du comte Carl Attems, d'Ignacio Bolivar, du Dr Raphaël Blanchard et de Louis Germain, sur les myriopodes, les insectes orthoptères, les hirudinées et les mollusques récoltés pendant ce voyage, Paris, J.-B. Baillière, 1908.
- Résultat des fouilles gallo-romaines effectuées au camp de Vernonnet, commune de Vernon (Eure) par Henri Gadeau de Kerville et Alphonse Georges Poulain / Lecerf fils / 1928 Livres 2.
- Résultat des fouilles gallo-romaines effectuées au camp de Vernonnet, commune de Vernon (Eure). Première partie. Seconde et dernière partie par Henri Gadeau de Kerville et Alphonse Georges Poulain, 1930.